# Henry Keith Townes
Henry Keith Townes Junior (ur. 1913,  zm. 1990) – amerykański entomolog specjalizujący się w błonkówkach, szczególnie gąsienicznikach (Ichneumonidae).
H. K. Townes Jr. urodził się 20 stycznia 1913 w Greenville w Karolinie Południowej. Tam, w wieku lat 16, został przyjęty na Furman University, który ukończył z tytułem lincencjackim w biologii (BSc) i języku (BA). Tytuł doktorski zdobył na Cornell University pod J. C. Bradleyem, który skierował jego zainteresowania z Chalcidoidea ku Ichneumonidae. W 1940-41 był na stypendium w Academy of Natural Sciences of Philadelphia, gdzie pracował nad katalogiem nearktycznych Ichneumonidae. Później zatrudniony został przez United States Department of Agriculture w Waszyngtonie gdzie zajmował się muchówkami, prostoskrzydłymi, sieciarkami i błonkówkami, a ekspertem od Ichneumonidae został po odejściu Cushmana. W 1949 opuścił departament na rzecz posady na North Carolina State University, gdzie został do 1956. W tym roku R. R. Dreisbach, hymenopterolog amator z Dow Chemical Company, zapewnił mu sponsoring jego badań nad systematyką Ichneumonidae. Henry z rodziną przeprowadzili się do Ann Arbor w Michigan, gdzie jego badania i zbiory zostały związane z University of Michigan.
Od 1933 rozbudowywał kolekcję błonkówek, szczególnie gąsieniczników. Wspólnie z żoną, dr. Marjorie Chapman Townes założył w 1964 roku American Entomological Institute, organizację non-profit dla zbioru i biblioteki. Pod koniec lat 1970' zbiór liczył ponad 700 000 okazów i w 1985 cel organizacji został rozszerzony na systematykę błonkówek, szczególnie gąsieniczników. W 1990 kolekcja liczyła około 935 000 okazów, w tym 571 000 gąsieniczników.
Townes znany jest ze swojego wkładu w systematykę gąsieniczników, których taksonomia była wcześniej chaotyczna. Uporządkował on grupę w 60 tys. gatunków i blisko 2900 rodzajów. Opublikował m.in. czterotomową rewizję rodzajów świata (bez Ichneumoninae), 5 katalogów fauny światowej (bez zachodniej Palaearktyki), 7 tomów rewizji fauny nearktycznej z wielu podrodzin oraz mnóstwo mniejszych prac.